# Dywizja Grenadierów Pancernych „Brandenburg”
Dywizja Grenadierów Pancernych „Brandenburg” (niem. Panzergrenadier-Division „Brandenburg”) – niemiecki związek taktyczny z okresu końca II wojny światowej, powstały z dywizji do zadań specjalnych „Brandenburg”.

## Geneza
Po nieudanym zamachu na Adolfa Hitlera 20 lipca 1944 r., w który zamieszany był m.in. Wilhelm Canaris, wywiad wojskowy Abwehra został przejęty przez SS. Dywizja „Brandenburg” podległa dotąd Abwehrze i przeznaczona do specjalnych działań, z rozkazu przywódcy III Rzeszy przeszła pod władzę SD, a 13 września utraciła status Sondertruppen i została przeorganizowana na frontową dywizję grenadierów pancernych pod nazwą Dywizja Grenadierów Pancernych „Brandenburg”. Dla Brandenburczyków przeformowanie w zwykłą jednostkę wojskową było dużym ciosem, zmniejszającym ich morale, ale pomimo tego nadal pozostawali oni elitą.

## Zarys historyczny
W poł. września 1944 r. Dywizja została przerzucona na terytorium Niezależnego Państwa Chorwackiego w rejon Zagrzebia, wchodząc w skład 2 Armii Pancernej. W listopadzie przeniosiono ją do Prus Wschodnich, gdzie została podporządkowana odwodowemu Korpusowi Pancernemu „Grossdeutshland” pod dowództwem gen. Dietricha von Sauckena. Od stycznia 1945 r. Dywizja ciągle znajdowała się w boju.
Przetransportowana w trybie alarmowym w okolice Kielc (w składzie 4 Armii Pancernej) nie zdążyła jednak wejść do walki jako całość i pod naciskiem sowieckiej ofensywy styczniowej została wycofana wraz z dowództwem Korpusu Panc. „Grossdeutshland” nad Nysę Łużycką. Broniła tzw. „korytarza łużyckiego” i obsadzała brzeg rzeki. Liczyła wówczas ok. 11,5 tys. żołnierzy, a na wyposażeniu miała 140 dział i 60 moździerzy, 20 czołgów PzKpfw V Panther, bardzo dużo broni maszynowej i nowoczesnej broni przeciwpancernej (Panzerfausty i Panzerschrecki). W kwietniu prowadziła ciężkie walki obronne z forsującymi Nysę polskimi oddziałami 2 Armii Wojska Polskiego. Jej obrona została przełamana, a Dywizja z ciężkimi stratami wycofała się w rejon na południe od Budziszyna. Tam część jej oddziałów wzięła udział w kontrataku niemieckim, który zadał ciężkie straty 2 Armii WP (patrz: bitwa pod Budziszynem).
30 kwietnia resztki Dywizji znalazły się w rejonie Drezna, a 1 maja przeszły na terytorium Protektoratu Czech i Moraw, gdzie skapitulowały 8 maja.

## Dowódcy dywizji
- gen. Fritz Kühlwein – 15 września – 16 października 1944 r.
- gen. Hermann Schulte Heuthaus – 17 października 1944 r. – 8 maja 1945 r.

## Struktura organizacyjna

### 1944/1945
- Sztab Dywizji
- Pułk Pancerny „Brandenburg” (czołgi PzKpfw V Panther i PzKpfw IV)
- 1  Pułk Grenadierów Pancernych „Brandenburg”
- 2  Pułk Grenadierów Pancernych „Brandenburg”
- Batalion Grenadierów Pancernych „Brandenburg”
- Pułk Artylerii „Brandenburg”
- Armijny Dywizjon Artylerii Przeciwlotniczej „Brandenburg”
- Dywizjon Rozpoznawczy „Brandenburg”
- Batalion Saperów „Brandenburg”
- Batalion Łączności „Brandenburg”
- pododdziały zaopatrzenia i obsługi

### Kwiecień 1945 (Łużyce)
- Sztab Dywizji
- 1  Pułk Grenadierów Pancernych „Brandenburg”
- 2  Pułk Grenadierów Pancernych „Brandenburg”
- Grupa pancerna „Wietersheim” (trzy kompanie czołgów i jedna kompania grenadierów pancernych na transporterach opancerzonych; łącznie ok.  20 czołgów Pzkfw V Panther)
- Pułk Artylerii „Brandenburg”
- Armijny Dywizjon Artylerii Przeciwlotniczej „Brandenburg”
- Dywizjon Rozpoznawczy „Brandenburg”
- Szturmowy Batalion Saperów „Brandenburg” (na transporterach opancerzonych, z moździerzami i pancerzownicami)
- Batalion Łączności „Brandenburg”
- pododdziały zaopatrzenia i obsługi
- 1244  Pułk Grenadierów – przydzielony do Dywizji
- Brygada Artylerii Szturmowej „Grossdeutshland” (w składzie trzech baterii i kompanii zaopatrzenia) – przydzielona do Dywizji
- dwa dywizjony 732  Brygady Artylerii – przydzielone do Dywizji